# Boeing 757
Boeing 757 (англ. Boeing 757) — пасажирський літак для маршрутів середньої дальності, що вироблявся американською компанією Боїнг з 1982 по 2005 роки. Спочатку 757 був створений як заміна старіючому Боїнгу 727 для авіакомпаній British Airways та Eastern Air Lines, але пізніше він став популярним на більш завантажених рейсах між містами США, а також трансатлантичних перельотах між східним узбережжям Північної Америки та Західною Європою. В цілому 757 вважається одним з найбільш вдалих комерційних проектів Боїнгу, і цей літак досі використовується великою кількістю авіакомпаній, включаючи перевізників країн СНД.
Виробництво 757 було завершено 28 жовтня 2004, після випуску 1050 екземплярів. Останній літак цього типу був переданий 2005 авіакомпанії Shanghai Airlines. Літак має 2 турбореактивних (турбовентиляторних) двигуна.

## Варіанти
- 757-100 — перший запропонований базовий варіант, розрахований як заміна Боїнгу 727, що вміщує 150 осіб. Насправді ж, пропозиція не знайшла підтримки, і жодного літака цього варіанту не було вироблено.
- 757-200 — найпоширеніший варіант 757. Вміщує від 200 до 224 пасажирів, залежно від індивідуальної конфігурації.
- 757-200PF — вантажний варіант 757–200
- 757-300 — подовжений варіант 757–200, який вироблявся з 1998 року. Вміщає від 243 до 280 пасажирів. Відрізняється від попередника збільшеною злітною масою до 122 т і дальністю польоту до 6500 км. Літаки цього варіанту також оснащені новим пасажирським салоном такого ж типу, що й Боїнги 737 останніх поколінь (-600/700/800/900).

## Аварії та катастрофи
За всю історію було втрачено 8 літаків типу Boeing 757 з 1050 побудованих. Всі катастрофи, крім однієї (помилки в навігації команди рейсу 965, що розбився в Колумбії), сталися через трагічний збіг обставин або дії терористів, а не через відмову техніки або помилки екіпажу.
| Дата     | Бортовий номер | Місце катастрофи  | Жертви    | Короткий опис                                                                                                 |
| -------- | -------------- | ----------------- | --------- | --- |
| 02.10.90 | B-2812         | Гуанчжоу          | 46/122    | Очікував зльоту, зіткнувся з падаючим на ЗПС B-737                                                            |
| 20.12.95 | N651AA         | Бугу              | 160/164   | Розбився в горах, екіпаж вибрав неправильний пункт орієнтування                                               |
| 06.02.96 | TC-GEN         | Атлантичний океан | 189/189   | Впав з ешелону, датчик швидкості був відкритий кілька днів до польоту та давав неправильні показники          |
| 02.10.96 | N52AW          | Тихий океан       | 70/70     | Впав з ешелону. Датчики на лівому крилі були заклеєні ізолентою, яку забули зняти після миття літака          |
| 14.09.99 | G-BYAG         | Жирона            | 1/245     | Раптово вимкнулося освітлення ЗПС, груба посадка                                                              |
| 11.09.01 | N644AA         | Вашингтон         | 64/64+125 | Розбитий в результаті терористичної атаки на будівлю Пентагону.                                               |
| 11.09.01 | N591UA         | Пенсільванія      | 44/44     | Розбився в полі після того, як пасажири вступили в боротьбу з терористами, які направляли літак на Вашингтон. |
| 01.07.02 | A9C-DHL        | Боденське озеро   | 69+2/2    | Зіштовхнувся в повітрі з Ту-154 через помилку диспетчера                                                      |

## Технічні дані
| Варіант              | 757-200                                                                          | 757-200F                                                                         | 757-300                                                                          |
| -------------------- | -------------------------------------------------------------------------------- | -------------------------------------------------------------------------------- | -------------------------------------------------------------------------------- |
| Пілоти               | Двоє                                                                             | Двоє                                                                             | Двоє                                                                             |
| 2-класний салон      | 200 (12F+188Y)                                                                   |                                                                                  | 243 (12F+231Y)                                                                   |
| 1-класний салон      | 221/228, 239 макс                                                                | 5 макс                                                                           | 280, 295 макс                                                                    |
| Вантаж               | 43,3 м³                                                                          | 187 м³                                                                           | 61,7 м³                                                                          |
| Ширина               | ширина фюзеляжу - 3,76 м, ширина салону - 3,54 м                                 | ширина фюзеляжу - 3,76 м, ширина салону - 3,54 м                                 | ширина фюзеляжу - 3,76 м, ширина салону - 3,54 м                                 |
| Довжина              | 47,3 м                                                                           | 47,3 м                                                                           | 54,4 м                                                                           |
| Висота               | 13,6 м                                                                           | 13,6 м                                                                           | 13,6 м                                                                           |
| Крило                | розмах - 38 м, площа - 185,25 м², стрілоподібність - 25°, AR - 7,8               | розмах - 38 м, площа - 185,25 м², стрілоподібність - 25°, AR - 7,8               | розмах - 38 м, площа - 185,25 м², стрілоподібність - 25°, AR - 7,8               |
| MTOW                 | 115660 кг                                                                        | 115660 кг                                                                        | 123830 кг                                                                        |
| Корисне навантаження | 25920 кг                                                                         | 38290 кг                                                                         | 30910 кг                                                                         |
| OEW                  | 58440 кг                                                                         | 52430 кг                                                                         | 64340 кг                                                                         |
| Ємність палива       | 43490 л                                                                          | 42680 л                                                                          | 43400 л                                                                          |
| Швидкість            | крейсерська - 854 км/год, максимальна - 918 км/год                               | крейсерська - 854 км/год, максимальна - 918 км/год                               | крейсерська - 854 км/год, максимальна - 918 км/год                               |
| Дальність            | 7250 км                                                                          | 5435 км                                                                          | 6295 км                                                                          |
| Довжина розбігу      | 2070 м                                                                           | 2103 м                                                                           | 2605 м                                                                           |
| Стеля                | 13000 м                                                                          | 13000 м                                                                          | 13000 м                                                                          |
| Двигуни (×2)         | 179–193 кН Rolls-Royce RB211-535E4(B) 163–189 кН Pratt & Whitney PW2000-37/40/43 | 179–193 кН Rolls-Royce RB211-535E4(B) 163–189 кН Pratt & Whitney PW2000-37/40/43 | 179–193 кН Rolls-Royce RB211-535E4(B) 163–189 кН Pratt & Whitney PW2000-37/40/43 |

## Фотогалерея

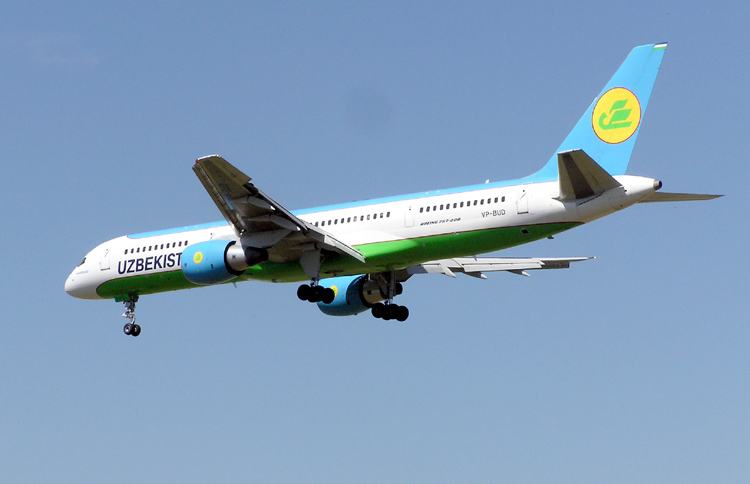
Boeing-757-200 авіакомпанії Uzbekistan Airways.
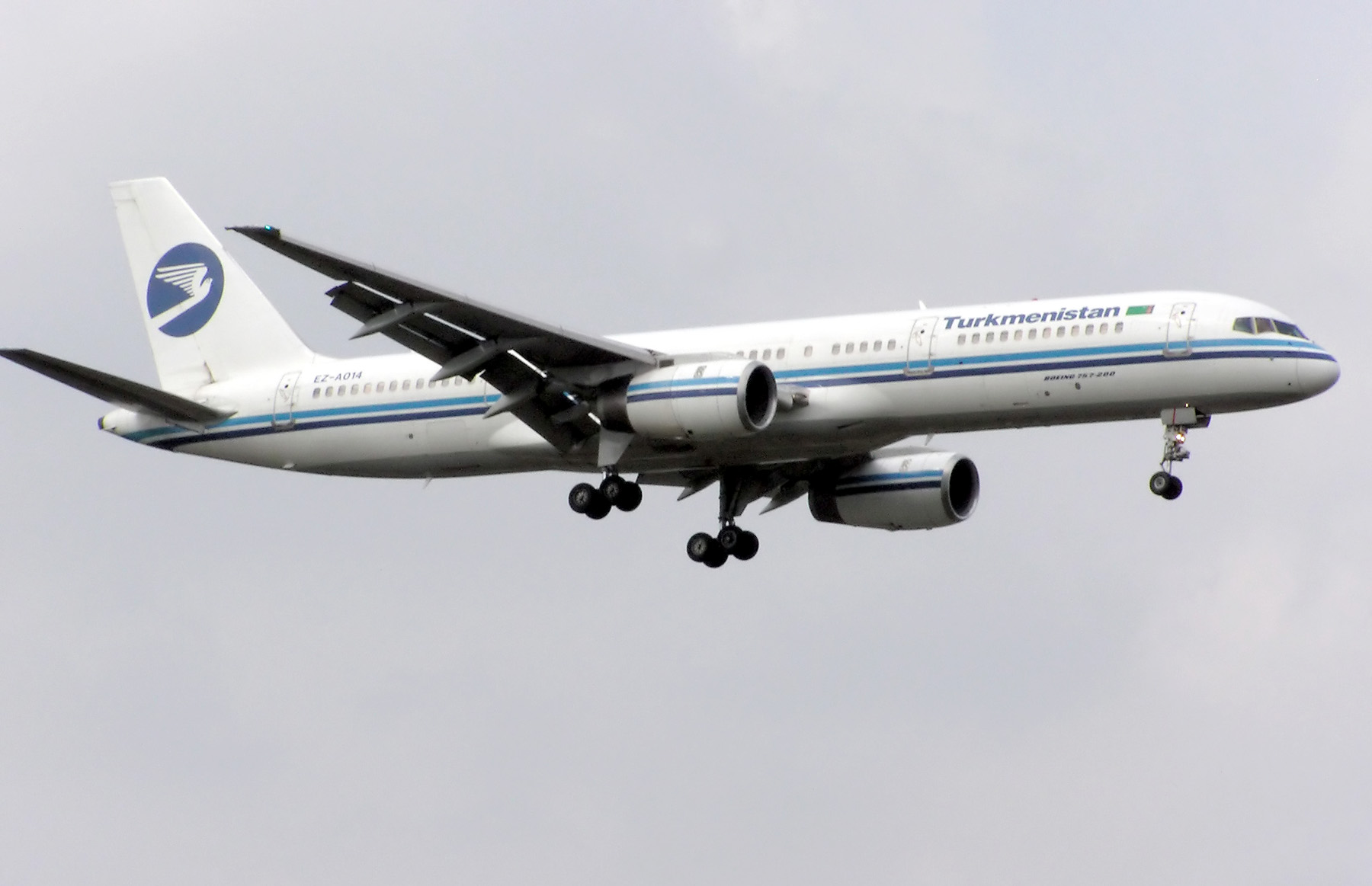
Боїнг 757-200 Туркменських Авіаліній
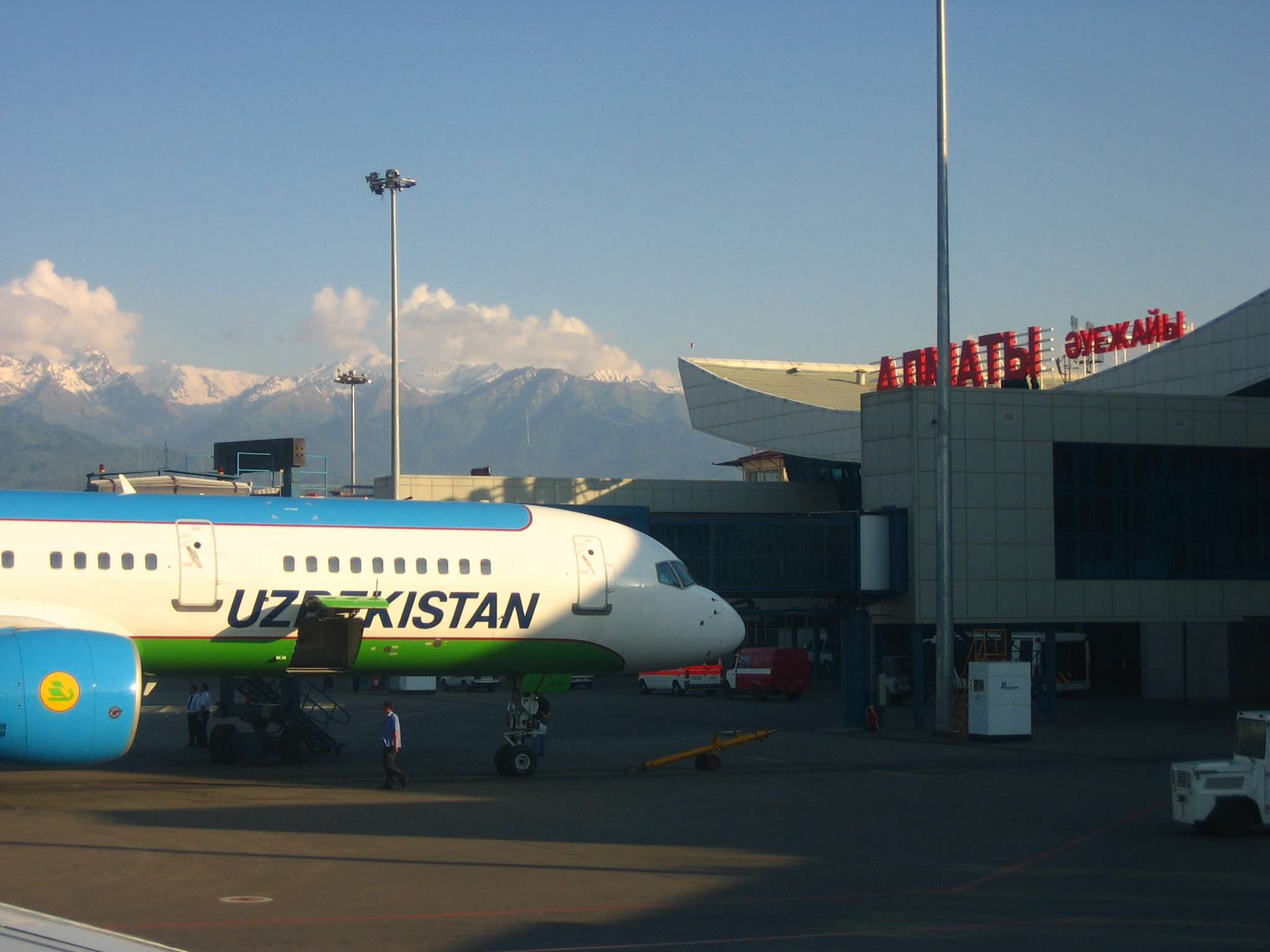
Аеропорт Алмати. Завантаження багажу в Boeing-757 авіакомпанії Uzbekistan Airways.
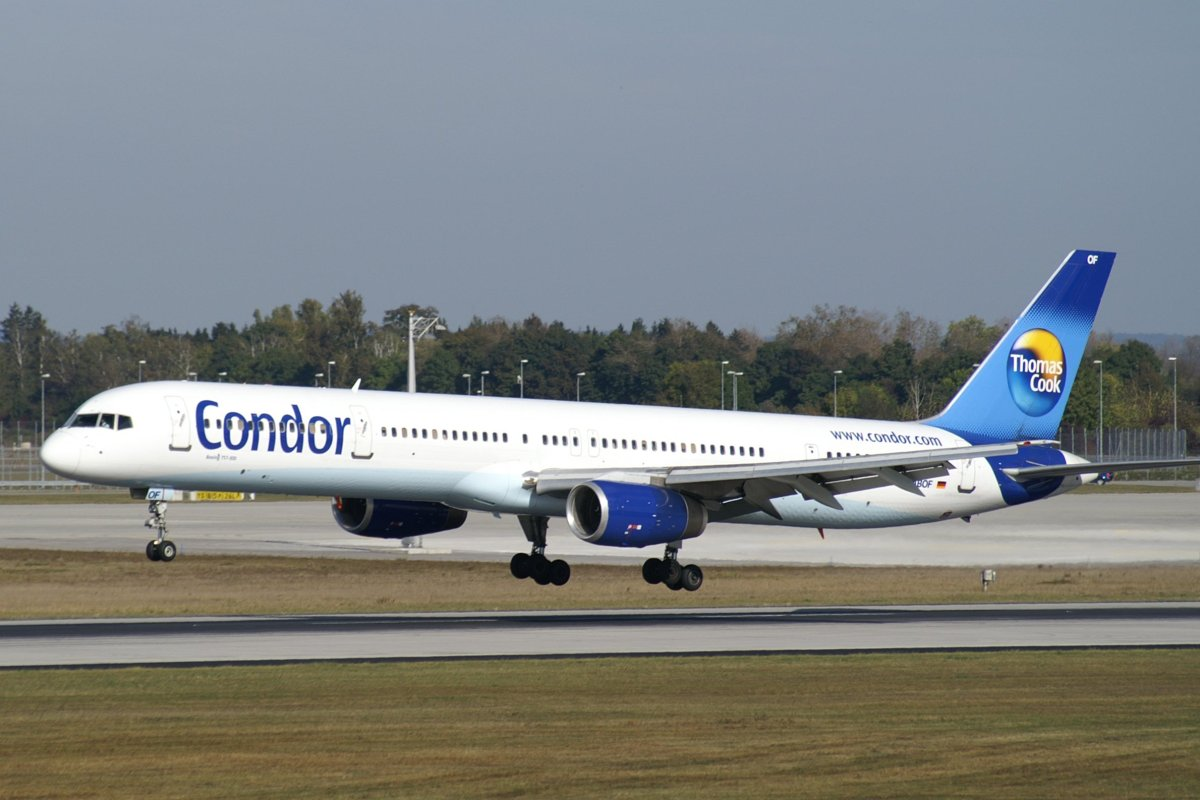
Boeing в аеропорту Мюнхена
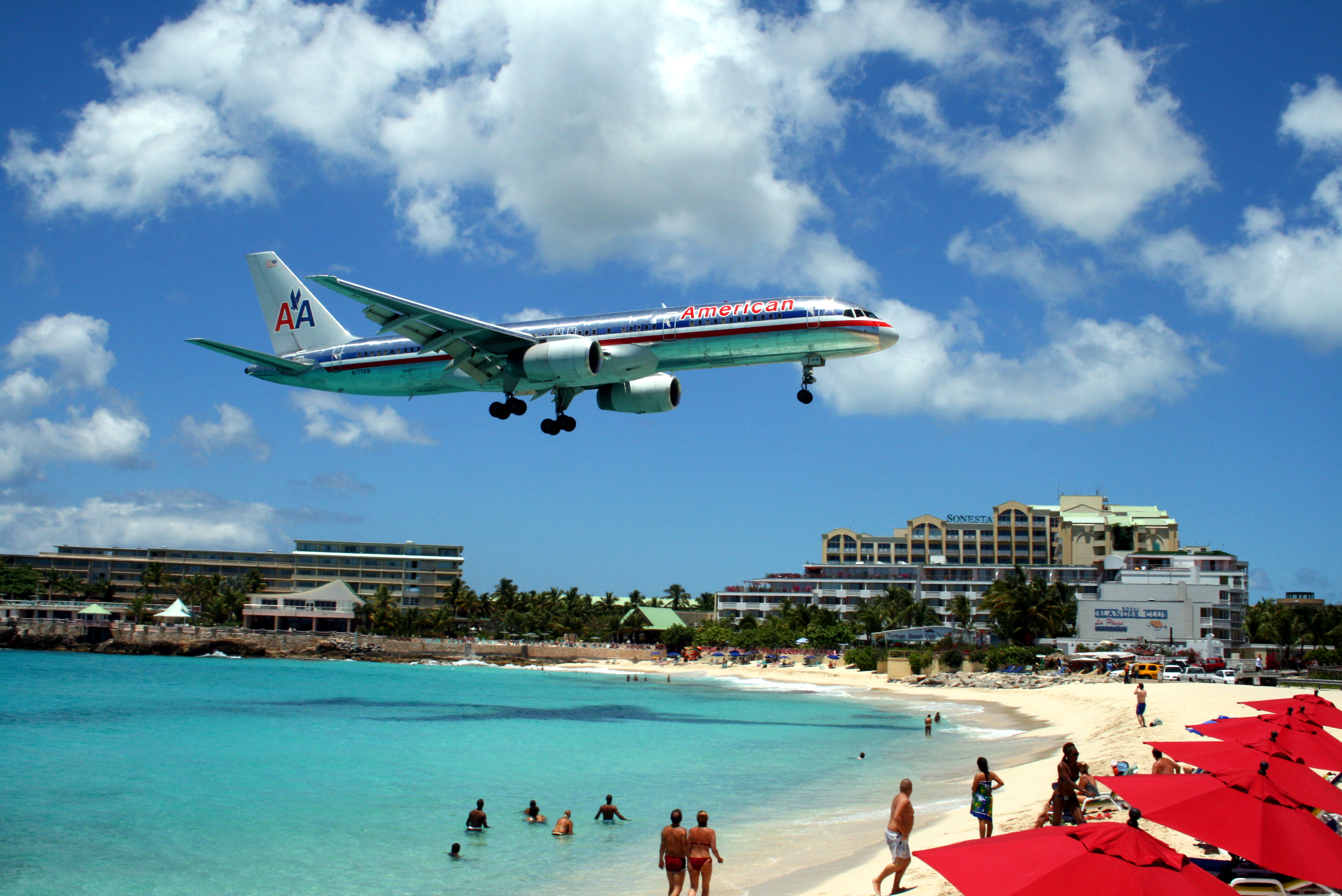
Боїнг 757 American Airlines сідає в аеропорту Принцеси Юліани
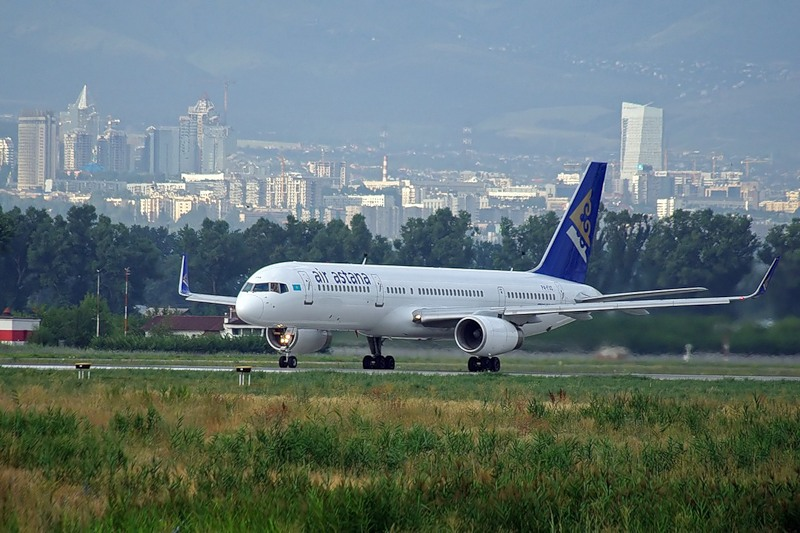
Boeing 757 в аеропорту Алмати

## Цікаві факти
На літаку Boeing 757 з власним розфарбуванням літає британський рок-гурт Iron Maiden, а командиром повітряного судна є її вокаліст Брюс Дікінсон.